# Trigonométrie complexe

## Extension des fonctions circulaires
Dans le plan des nombres complexes, grâce aux formules d'Euler, les fonctions trigonométriques satisfont les égalités suivantes :{\displaystyle {\begin{cases}\sin z&=\displaystyle {\frac {\mathrm {e} ^{\mathrm {i} z}-\mathrm {e} ^{-\mathrm {i} z}}{2\mathrm {i} }}={\frac {\sinh(\mathrm {i} z)}{\mathrm {i} }}=\sum _{k\geq 0}{\frac {(-1)^{k}z^{2k+1}}{\left(2k+1\right)!}}\\\cos z&=\displaystyle {\frac {\mathrm {e} ^{\mathrm {i} z}+\mathrm {e} ^{-\mathrm {i} z}}{2}}=\cosh(\mathrm {i} z)=\sum _{k\geq 0}{\frac {(-1)^{k}z^{2k}}{\left(2k\right)!}}\\\tan z&=\displaystyle {\frac {\sin(z)}{\cos(z)}}=-\mathrm {i} {\frac {\sinh(\mathrm {i} z)}{\cosh(\mathrm {i} z)}}=-\mathrm {i} \tanh(\mathrm {i} z)=-\mathrm {i} {\frac {\mathrm {e} ^{\mathrm {i} z}-\mathrm {e} ^{-\mathrm {i} z}}{\mathrm {e} ^{\mathrm {i} z}+\mathrm {e} ^{-\mathrm {i} z}}}\end{cases}}.}De même que leurs fonctions réciproques {\displaystyle \arcsin z=-\mathrm {i} \ln \left(\mathrm {i} z+{\sqrt {1-z^{2}}}\right)}, {\displaystyle \arccos z=-\mathrm {i} \ln \left(z+{\sqrt {z^{2}-1}}\right)} et {\displaystyle \arctan z={\frac {\mathrm {i} }{2}}\left[\ln \left(1-\mathrm {i} z\right)-\ln(1+\mathrm {i} z)\right]}. Ces fonctions réciproques souffrent des mêmes problèmes d'indétermination que le logarithme complexe.
Rappel : {\displaystyle \mathrm {e} ^{a+\mathrm {i} b}=\mathrm {e} ^{a}\mathrm {e} ^{\mathrm {i} b}=\mathrm {e} ^{a}\left(\cos(b)+\mathrm {i} \sin(b)\right)}.

## Formules d'addition
Pour tous nombres complexes a et b, on a par exemple{\displaystyle {\begin{aligned}\cosh(a+b)&=\cosh a\cosh b+\sinh a\sinh b\\\cos(a+b)&=\cos a\cos b-\sin a\sin b\end{aligned}}.}
d'où (en remplaçant b par ib) :
Pour les autres fonctions trigonométriques, on fait de même. Pour tan, cot, tanh et coth, Il vaut mieux utiliser leurs définitions, soit
{\displaystyle \tan z={\frac {\sin z}{\cos z}},\quad \cot z={\frac {\cos z}{\sin z}},\quad \tanh z={\frac {\sinh z}{\cosh z}},\quad \coth z={\frac {\cosh z}{\sinh z}}.}

## Sujets liés
- Fonction trigonométrique
- Fonction exponentielle
- Exponentielle complexe
- Fonction hyperbolique
- Nombre complexe